# Joseph Hannesschläger
Joseph Hannesschläger (München, 1962. június 2. – München, 2020. január 20.) német színész, zenész.

## Filmjei
Mozifilmek
- Die Distel (1992)
- Looosers! (1995)
- Csak a holttestemen át (Nur über meine Leiche) (1995)
- Zenebanditák (Bandits) (1997)
- A patikusnő (Die Apothekerin) (1997)
- Az ivarérett nagyvárosiak különös viselkedése a párzási időszakban (Das merkwürdige Verhalten geschlechtsreifer Großstädter zur Paarungszeit) (1998)
- Hangyák a gatyában (Harte Jungs) (2000)
- Manitu bocskora (Der Schuh des Manitu) (2001)
- Hangyák a gatyában 2. (Knallharte Jungs) (2002)
- Tigris fiú keres tigris lányt (Tigermännchen sucht Tigerweibchen) (2003)
- Schmucklos (2019)

Tv-filmek
- Leporella (1991)
- Fényes nappal történt (Es geschah am hellichten Tag) (1997)

Tv-sorozatok
- Erdészház Falkenauban (Forsthaus Falkenau) (1993–2003, 27 epizódban)
- Tetthely (Tatort) (1997, egy epizódban)
- Derült égből egy család (Aus heiterem Himmel) (1998, egy epizódban)
- A rendőrség száma 110 (Polizeiruf 110) (1999, egy epizódban)
- SOKO München (2001, egy epizódban)
- Die Rosenheim-Cops (2002–2020, 371 epizódban)
- Se füle, se farka, avagy a meseírók beájulnak (Die ProSieben Märchenstunde) (2006, egy epizódban)